# Jaime Sánchez
Jaime Sánchez (Rincón (Puerto Rico), 19 december 1938) is een Puerto Ricaans/Amerikaans acteur.

## Biografie
Sánchez is geboren in Puerto Rico maar groeide op in New York. Hij leerde acteren aan de HB Studio in Greenwich Village.
Sánchez begon in 1957 met acteren in het theater op Broadway met de musical West Side Story. Hierna heeft hij nog twee rollen meer gespeeld, in 1963 met het toneelstuk Oh Dad, Poor Dad, Mama's Hung You in the Closet and I'm Feeling so Sad en in 1979 met het toneelstuk King Richard III.
Sánchez begon in 1962 met acteren voor televisie in de film David and Lisa. Hierna heeft hij nog meerdere rollen gespeeld in films en televisieseries zoals The Pawnbroker (1964), The Wild Bunch (1969), Sesame Street (1970-1971), Bad Lieutenant (1992), Carlito's Way (1993) en Carlito's Way: Rise To Power (2005).

## Filmografie

### Films
Selectie:
- 2005 Carlito's Way: Rise To Power – als Eddie de barkeeper
- 1993 Carlito's Way – als Rudy
- 1992 Bad Lieutenant – als priester
- 1986 Big Trouble – als chef terrorist
- 1985 Invasion U.S.A. – als Castillo
- 1977 Bobby Deerfield – als Delvecchio
- 1973 Serpico – als politieagent
- 1969 The Wild Bunch – als Angel
- 1964 The Pawnbroker – als Jesus Ortiz
- 1962 David and Lisa – als Carlos

### Televisieseries
Uitgezonderd eenmalige gastrollen.
- 1970 – 1971 Sesame Street – als Miguel – 2 afl.

- Bibliothèque nationale de France: cb14224067q (data)
- International Standard Name Identifier: 0000 0000 4684 3581
- Library of Congress Control Number: no2007076594
- Système universitaire de documentation: 264592050
- Virtual International Authority File: 53930252
- WorldCat: E39PBJw93KMCkw9PwQD3mJhbVC